# Az Zahir (huyện)
Huyện Az Zahir là một huyện thuộc tỉnh Al Bayda', Yemen. Đến thời điểm năm 2003, huyện này có dân số 25704 người